# Alex Swings Oscar Sings!
Alex Swings Oscar Sings! war ein Musikduo, das aus dem deutschen Musikproduzenten Alex Christensen und dem US-amerikanischen Sänger Oscar Loya bestand.

## Werdegang
Am 16. Mai 2009 vertraten sie Deutschland beim Eurovision Song Contest in Moskau. Ihr Wettbewerbstitel Miss Kiss Kiss Bang wurde von einer Fachjury ohne öffentliche Vorauswahl nominiert. Das Lied wurde erstmals bei der Echo-Verleihung am 21. Februar 2009 einem größeren Publikum präsentiert. Im Finale des Eurovision Song Contests belegten Alex Swings Oscar Sings! den 20. Platz unter 25 Teilnehmern. Unterstützt wurden sie von Dita Von Teese, die als Miss Kiss auf der Bühne tanzte.

## Diskografie

### Alben
- 2009: Heart 4 Sale

### Singles
- 2009: Miss Kiss Kiss Bang